# Copa Challenger de Voleibol Femenino
La Copa Challenger de Voleibol fue una competición para equipos nacionales organizado por la FIVB, que se disputó en paralelo con la Liga de Naciones de Voleibol Femenino.
Este torneo consta de 8 equipos no participantes en la edición actual de la Liga de Naciones de Voleibol (expandidos desde seis en las ediciones iniciales) y presenta un equipo anfitrión y siete equipos de las cinco confederaciones continentales.
La Copa Challenger era celebrada antes de la respectiva Liga de Naciones de Voleibol y los ganadores clasificarán para el año que viene como equipo de promoción.
Un torneo equivalente para los equipos nacionales de las mujeres es la Copa Challenger de Voleibol Masculino.
En 2024 la FIVB anunció que la edición de ese año sería la última en disputarse, debido a la expansión de la Liga de Naciones a 18 equipos y a los cambios en su formato.

## Clasificación
| Confederación                                                        | Participantes |
| -------------------------------------------------------------------- | ------------- |
| Anfitrión                                                            | 1             |
| AVC (Asia)                                                           | 1             |
| CAVB (África)                                                        | 1             |
| CSV (América del Sur)                                                | 1             |
| CEV (Europa)                                                         | 2             |
| NORCECA (América del Norte)                                          | 1             |
| Último equipo challenger de la Liga de Naciones de Voleibol Femenino | 1             |
| Total                                                                | 8 (7+H)       |

## Historial
| Año  | Sede                                                                                                   | | Final                                                                                                  | Final                                                                                                  | Final                                                                                                  | | Tercer lugar                                                                                           | Tercer lugar                                                                                           | Tercer lugar                                                                                           | | Equipos                                                                                                |
| Año  | Sede                                                                                                   | Campeón                                                                                                | Marcador                                                                                               | Subcampeón                                                                                             | Tercer lugar                                                                                           | Marcador                                                                                               | Cuarto lugar                                                                                           | | | | Equipos                                                                                                |
| ---- | --- | --- | --- | --- | --- | --- | --- | --- | --- | --- | --- |
| 2018 | Lima                                                                                                   | Bulgaria                                                                                               | 3 : 1                                                                                                  | Colombia                                                                                               | Puerto Rico                                                                                            | 3 : 2                                                                                                  | Perú                                                                                                   | 6 | | | |
| 2019 | Lima                                                                                                   | Canadá                                                                                                 | 3 :2                                                                                                   | República Checa                                                                                        | Argentina                                                                                              | 3 : 0                                                                                                  | Croacia                                                                                                | 6 | | | |
| 2020 | Originalmente programado para celebrarse en Zadar, Croacia, cancelado debido a la pandemia de COVID-19 | Originalmente programado para celebrarse en Zadar, Croacia, cancelado debido a la pandemia de COVID-19 | Originalmente programado para celebrarse en Zadar, Croacia, cancelado debido a la pandemia de COVID-19 | Originalmente programado para celebrarse en Zadar, Croacia, cancelado debido a la pandemia de COVID-19 | Originalmente programado para celebrarse en Zadar, Croacia, cancelado debido a la pandemia de COVID-19 | Originalmente programado para celebrarse en Zadar, Croacia, cancelado debido a la pandemia de COVID-19 | Originalmente programado para celebrarse en Zadar, Croacia, cancelado debido a la pandemia de COVID-19 | Originalmente programado para celebrarse en Zadar, Croacia, cancelado debido a la pandemia de COVID-19 | Originalmente programado para celebrarse en Zadar, Croacia, cancelado debido a la pandemia de COVID-19 | Originalmente programado para celebrarse en Zadar, Croacia, cancelado debido a la pandemia de COVID-19 | Originalmente programado para celebrarse en Zadar, Croacia, cancelado debido a la pandemia de COVID-19 |
| 2021 | Originalmente programado para celebrarse en Zadar, Croacia, cancelado debido a la pandemia de COVID-19 | Originalmente programado para celebrarse en Zadar, Croacia, cancelado debido a la pandemia de COVID-19 | Originalmente programado para celebrarse en Zadar, Croacia, cancelado debido a la pandemia de COVID-19 | Originalmente programado para celebrarse en Zadar, Croacia, cancelado debido a la pandemia de COVID-19 | Originalmente programado para celebrarse en Zadar, Croacia, cancelado debido a la pandemia de COVID-19 | Originalmente programado para celebrarse en Zadar, Croacia, cancelado debido a la pandemia de COVID-19 | Originalmente programado para celebrarse en Zadar, Croacia, cancelado debido a la pandemia de COVID-19 | Originalmente programado para celebrarse en Zadar, Croacia, cancelado debido a la pandemia de COVID-19 | Originalmente programado para celebrarse en Zadar, Croacia, cancelado debido a la pandemia de COVID-19 | Originalmente programado para celebrarse en Zadar, Croacia, cancelado debido a la pandemia de COVID-19 | Originalmente programado para celebrarse en Zadar, Croacia, cancelado debido a la pandemia de COVID-19 |
| 2022 | Zadar                                                                                                  | | Croacia                                                                                                | 3 : 1                                                                                                  | Bélgica                                                                                                | | Puerto Rico                                                                                            | 3 : 1                                                                                                  | Colombia                                                                                               | | 8 |
| 2023 | Laval                                                                                                  | | Francia                                                                                                | 3 : 1                                                                                                  | Suecia                                                                                                 | | Colombia                                                                                               | 3 : 1                                                                                                  | Ucrania                                                                                                | | 8 |
| 2024 | Manila                                                                                                 | | República Checa                                                                                        | 3 : 1                                                                                                  | Puerto Rico                                                                                            | | Vietnam                                                                                                | 3 : 1                                                                                                  | Bélgica                                                                                                | | 8 |

## Medallero
| #  | País            | Medalla de oro | Medalla de plata | Medalla de bronce | Total |
| -- | --------------- | -------------- | ---------------- | ----------------- | ----- |
| 1  | República Checa | 1              | 1                | 0                 | 2     |
| 2  | Bulgaria        | 1              | 0                | 0                 | 1     |
| 2  | Canadá          | 1              | 0                | 0                 | 1     |
| 2  | Croacia         | 1              | 0                | 0                 | 1     |
| 2  | Francia         | 1              | 0                | 0                 | 1     |
| 6  | Puerto Rico     | 0              | 1                | 2                 | 3     |
| 7  | Colombia        | 0              | 1                | 1                 | 2     |
| 8  | Bélgica         | 0              | 1                | 0                 | 1     |
| 8  | Suecia          | 0              | 1                | 0                 | 1     |
| 10 | Argentina       | 0              | 0                | 1                 | 1     |
| 10 | Vietnam         | 0              | 0                | 1                 | 1     |
|    | Total           | 5              | 5                | 5                 | 15    |

- Actualizado hasta Copa Challenger de Voleibol Femenino de 2024.